# Christian Albert Frederich Thomsen

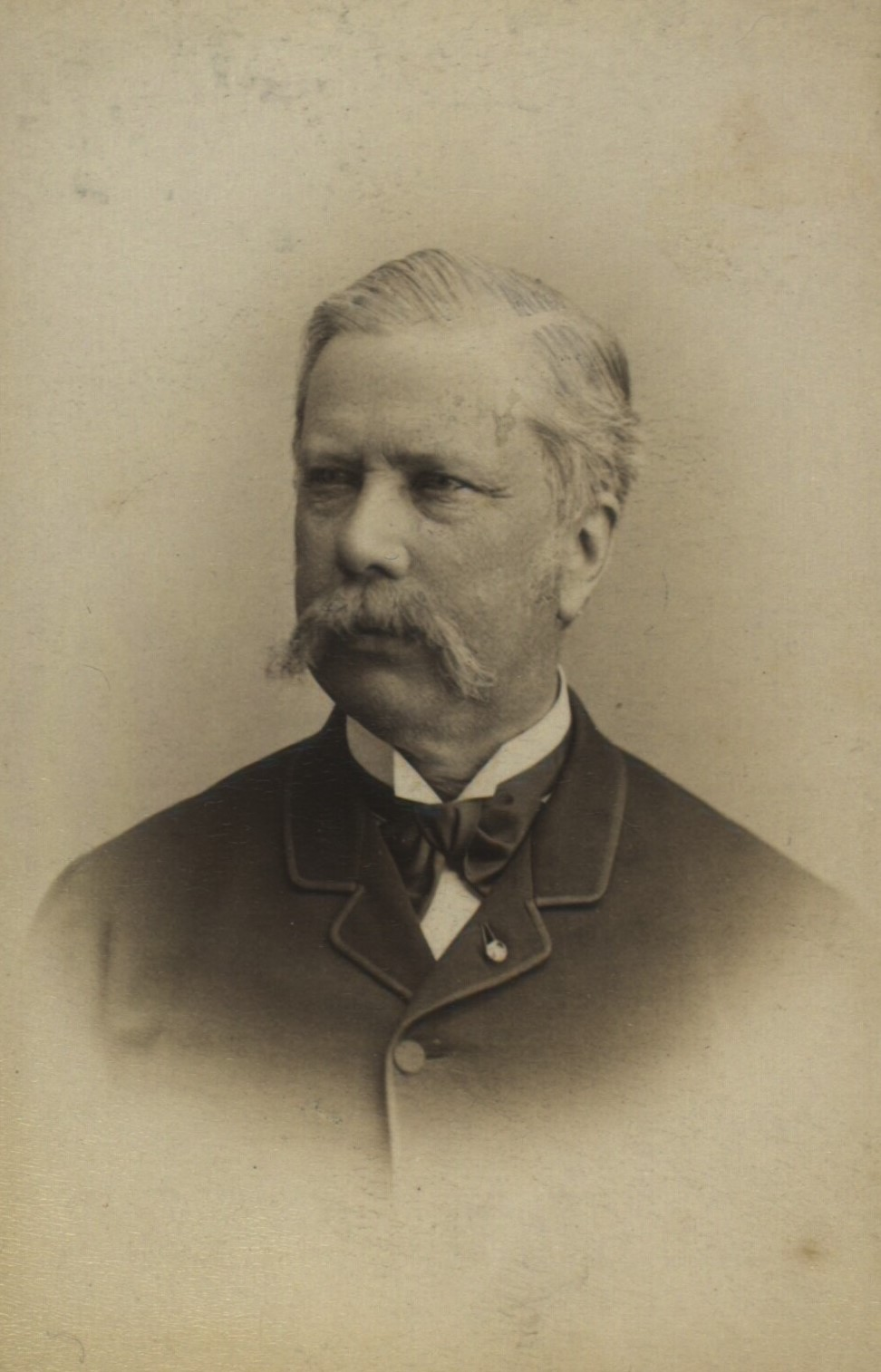
Christian Albert Frederik Thomsen

Christian Albert Frederich Thomsen (* 31. Mai 1827 in Kopenhagen; † 28. Juni 1896 in Frederiksberg) war ein dänischer Generalleutnant und Minister.

## Herkunft und Familie
Thomsens Vater war der Assessor und spätere Konferenzrat Andreas Peter Thomsen (1781–1860), seine Mutter war dessen Gattin Anne Sabine, geb. Gude (1792–1873). Am 14. November 1856 in Kopenhagen heiratete Thomsen Thora Michelle Voss (* 23. November 1831 in Kopenhagen; † 19. März 1918 in Frederiksberg), Tochter des Medizinprofessors und Chirurgen und späteren Hofzahnarztes Christian Ludvig Voss (1801–1871) und dessen Gattin Thora Müffelmann (1808–1889).

## Leben
1844 legte Thomsen sein Abitur ab. Ein Jahr später wurde er cand.phil und studierte Theologie, bis er sich 1848 in der Schleswig-Holsteinischen Erhebung freiwillig meldete und Unteroffizier an der Zentralschule wurde. Ein Jahr darauf wurde Thomsen Sekondeleutnant in der Kriegsreserve. 1856 wurde er Generalstabsaspirant und Premierleutnant. 1858 wurde er Kapitän und Adjutant im Generalstab. 1860 wurde er im Kriegsministerium angestellt. Aufgrund der Ministeränderungen im Hall II im Jahre 1863, musste er Stephan Ankjær weichen und fand Anstellung beim Generalinspekteur der Infanterie. Im Dezember desselben Jahres wurde er Souschef bei Cai Hegermann-Lindencrone und 1864 Stabschef mit dem Charakter eines Majors.
Am 23. Dezember 1872 löste Thomsen Wolfgang von Haffner als Kriegs- und Marineminister in der Regierung Holstein-Holsteinborg ab. Am 21. Mai 1873 löste ihn Niels Frederik Ravn als Marineminister ab, den Kriegsministerposten behielt Thomsen bis zum Ende der Regierung am 14. Juli 1874. 1873 wurde er zudem Folketingsabgeordneter für Frederiksborg Amt. Nach seiner politischen Karriere übernahm Thomsen viele Direktoren- und Vorsitzendenposten.

## Auszeichnungen
1861 wurde Thomsen zum Ritter des Dannebrogordens, 1864 zum Dannebrogmann ernannt. 1865 wurde er Komtur zweiter, 1869 erster Klasse und 1882 erhielt er das Großkreuz.